# Nastja Čeh
 (août 2018).
Pour les articles homonymes, voir Ceh.
Nastja Čeh, né le 26 janvier 1978 à Ptuj, est un ancien footballeur international slovène. Il évoluait au poste de milieu de terrain.

## Carrière
Formé au NK Maribor, il est prêté en 1999 à l'Olimpija Ljubljana. La saison suivante, il revient à Maribor et s'y impose. En 2001, il est transféré au FC Bruges. Il connait 4 superbes saisons en Belgique sous les ordres de Trond Sollied et remporte avec le club 2 coupes et 2 titres de champion. Il évoluait alors comme milieu offensif gauche dans le 4-3-3 cher à l'entraîneur norvégien. En 2005, il part en Autriche, à l'Austria Vienne. Il remporte le titre pour sa première saison mais l'année suivante, le club connait un début de saison catastrophique. À la suite d'une altercation avec la direction, Čeh est licencié. Alors libre, il est engagé par le FK Khimki, promu en D1 russe, en décembre 2006. Plus tard, il rejoint divers clubs en Israël, Indonésie et Viêt Nam.
Il prend finalement sa retraite en tant que joueur en janvier 2019 après une dernière pige chez lui, en Slovénie.
Nastja Ceh est également un spécialiste des coups francs.
Il compte aussi quarante-six sélections en équipe nationale pour six buts marqués et il a participé à la coupe du monde 2002.

## Palmarès

### NK Maribor
- Champion de Slovénie en 1997, 1998, 1999, 2000 et 2001.
- Vainqueur de la Coupe de Slovénie en 1997 et 1999.

### FC Bruges
- Champion de Belgique en 2003 et 2005.
- Vainqueur de la Coupe de Belgique en 2002 et 2004.
- Vainqueur de la Supercoupe de Belgique en 2002 et 2003.

### Austria Vienne
- Champion d'Autriche en 2006.
- Vainqueur de la Coupe d'Autriche en 2006.